# Skanskvarnsskolan

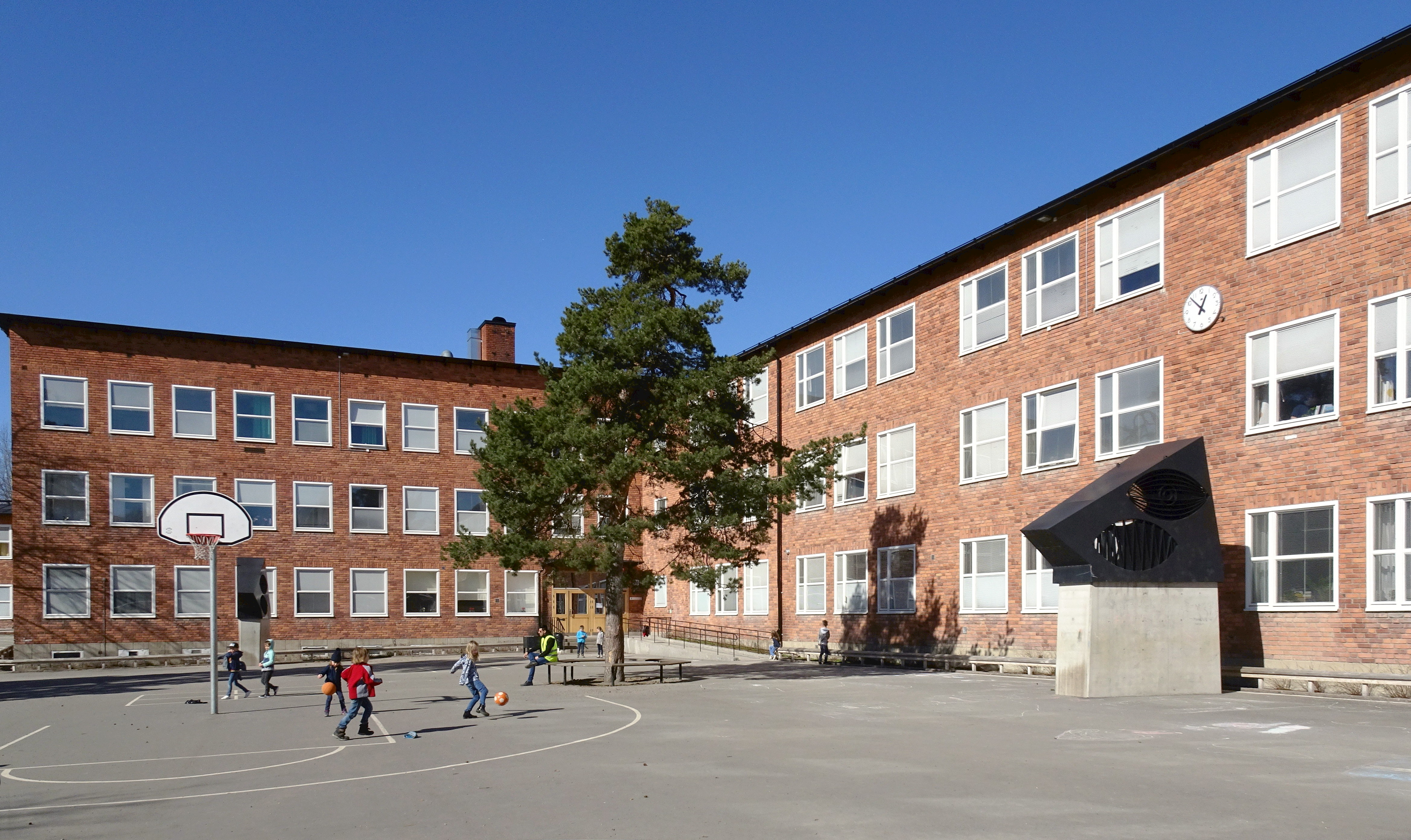
Skanskvarnsskolan med entrén till centralhallen, mars 2017.

Skanskvarnsskolan (äldre namn Skanskvarns folkskola) är en kommunal grundskola vid Gullmarsvägen 60 i stadsdelen Årsta i Söderort inom Stockholms kommun. Skolan invigdes 1945 och ritades av arkitekt Paul Hedqvist. I Skanskvarnsskolan förverkligade Hedqvist första gången sitt koncept med en så kallad hallskola. Byggnaden är grönklassad av Stadsmuseet i Stockholm, vilket betyder "ett högt kulturhistoriskt värde och att bebyggelsen är särskilt värdefull från historisk, kulturhistorisk, miljömässig eller konstnärlig synpunkt".

## Verksamhet
Skanskvarnsskolan är en grundskola med flera verksamheter under samma tak, bland annat skolbarnomsorg och fritidsklubb. I skolan går cirka 500 elever från förskola till årskurs 9 (F-9). Skolan tar även emot elever med  funktionsnedsättning  eller rörelsehinder.

## Bakgrund
Hedqvist var en av Sveriges främsta skolarkitekter och i början av 1940-talet fick han uppdraget av Stockholms Folkskoledirektion att rita en ny folkskola i dåvarande stadsdelen Johanneshov (sedan 1952 tillhörande Årsta). Nuvarande kvarteret Ringsjön mellan Gullmarsvägen och Årstaskogen var enligt stadsplanen från 1939 utlagt för bebyggelse med bostadshus, men ändrades 1945 i en ny stadsplan till ”allmänt ändamål”, vilket inbegriper en skolbyggnad.

## Byggnad och arkitektur
Hedqvist ritade en vinkelbyggnad i rött tegel med en centralhall i nordvästra hörnet och därifrån utgående klassrumslängor i två respektive tre våningar. De sträcker sig mot öster respektive söder och begränsar skolgården mot norr respektive väster. På den blivande skolgården sparades flera noggrant utvalda tallar från skogsområdet som fanns här tidigare. I inre hörnet mot hallbyggnaden placerades huvudentrén. I hallbyggnaden (centralhallen) anordnades bland annat lärarrum, bibliotek, skolkök med matsal, slöjd- och handarbetssalar samt naturvetenskapssalar varav kemisalen med sina gradängar och installationer är fortfarande bevarad i nära originalskick. Högst upp mot norr lades aulan som sträcker sig över två våningar. I anslutning till östra längan ritade Hedqvist en envåningsbyggnad som innehöll vaktmästarbostad och en tandklinik.

Historiska bilder
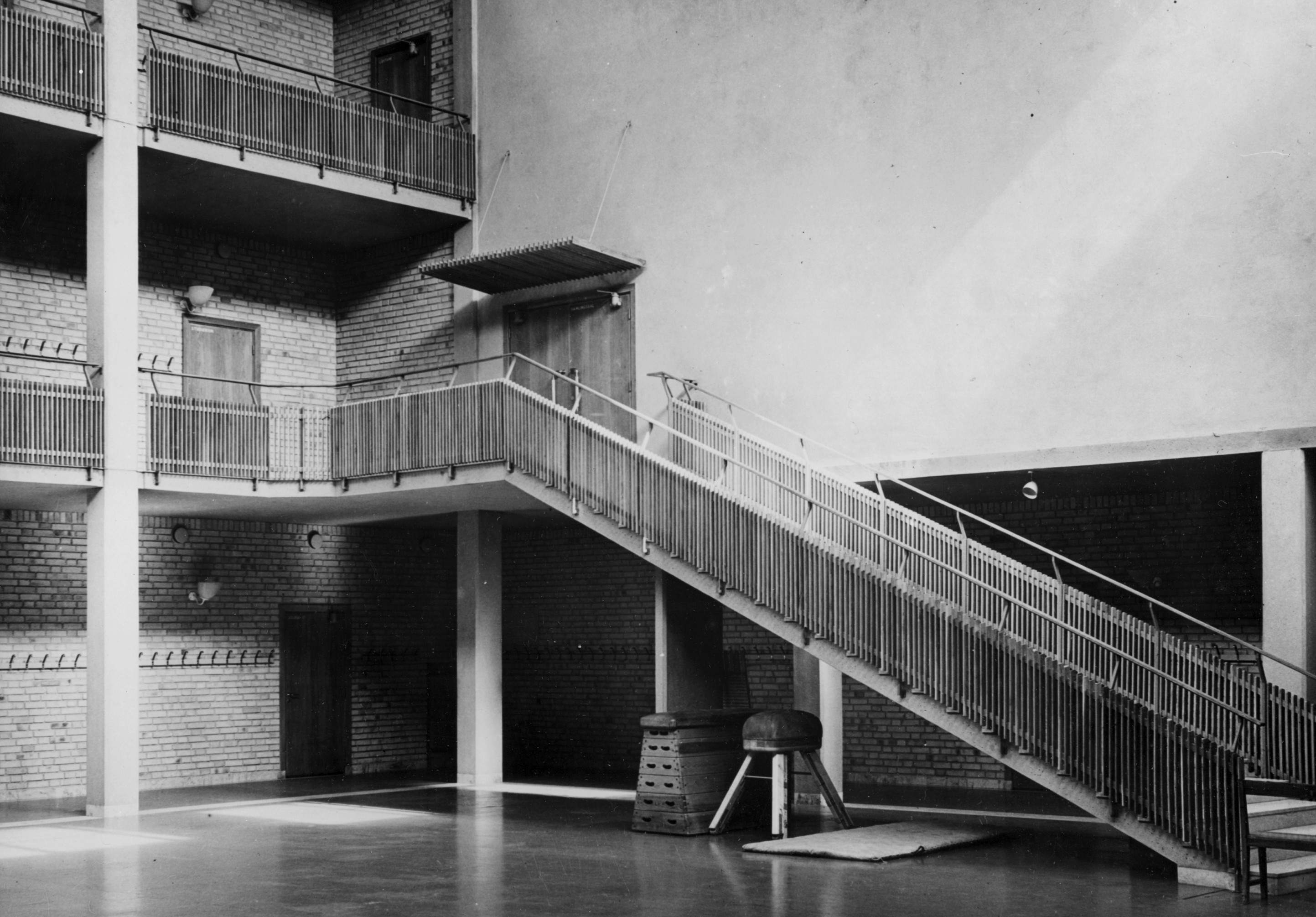
Centralhallen innan fresken kom på plats. Lägg märke till idrottsredskap under trappan.
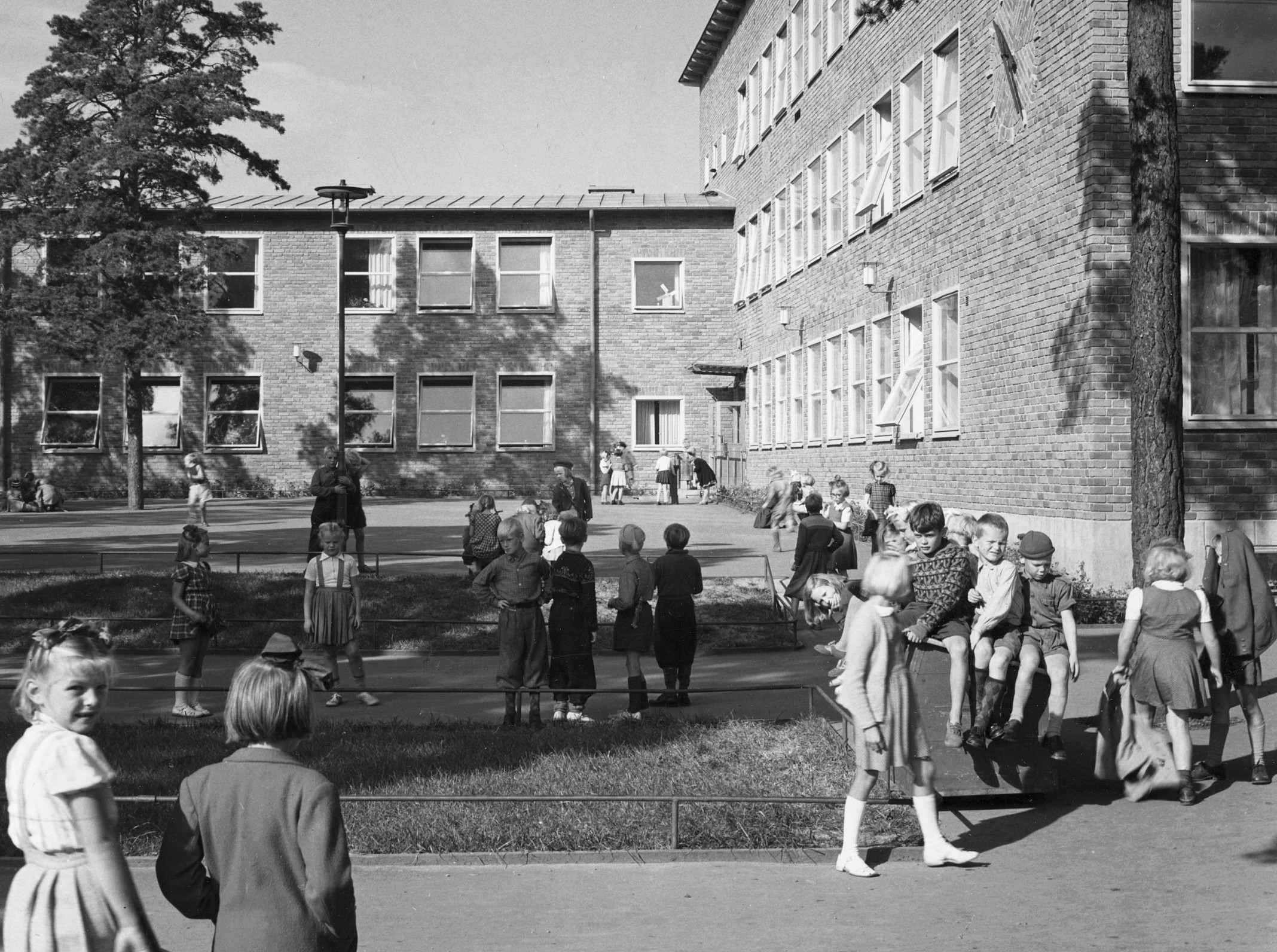
Centralhallen till höger och västra klassrumslängan.
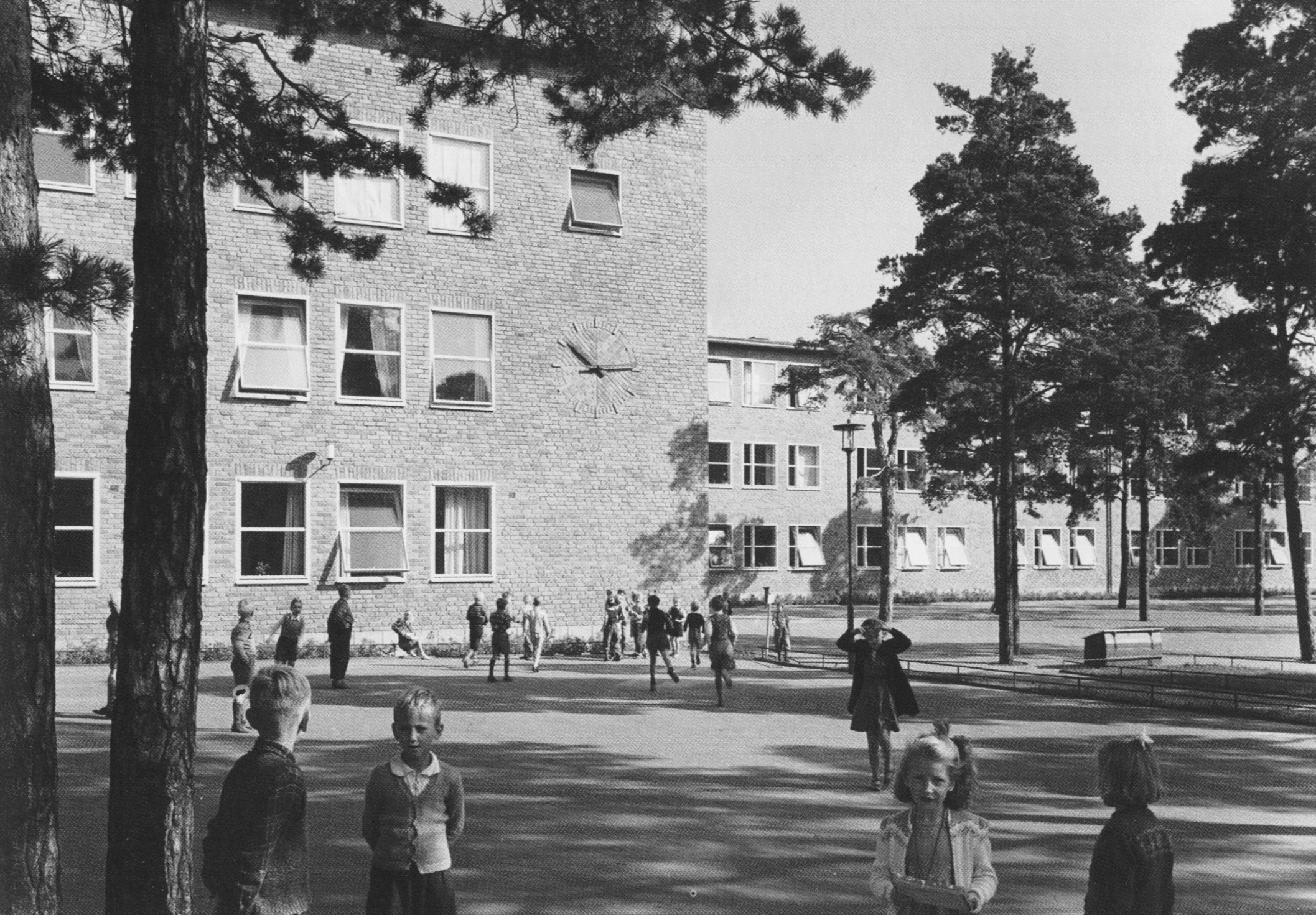
Centralhallen rakt fram och norra klassrumslängan.
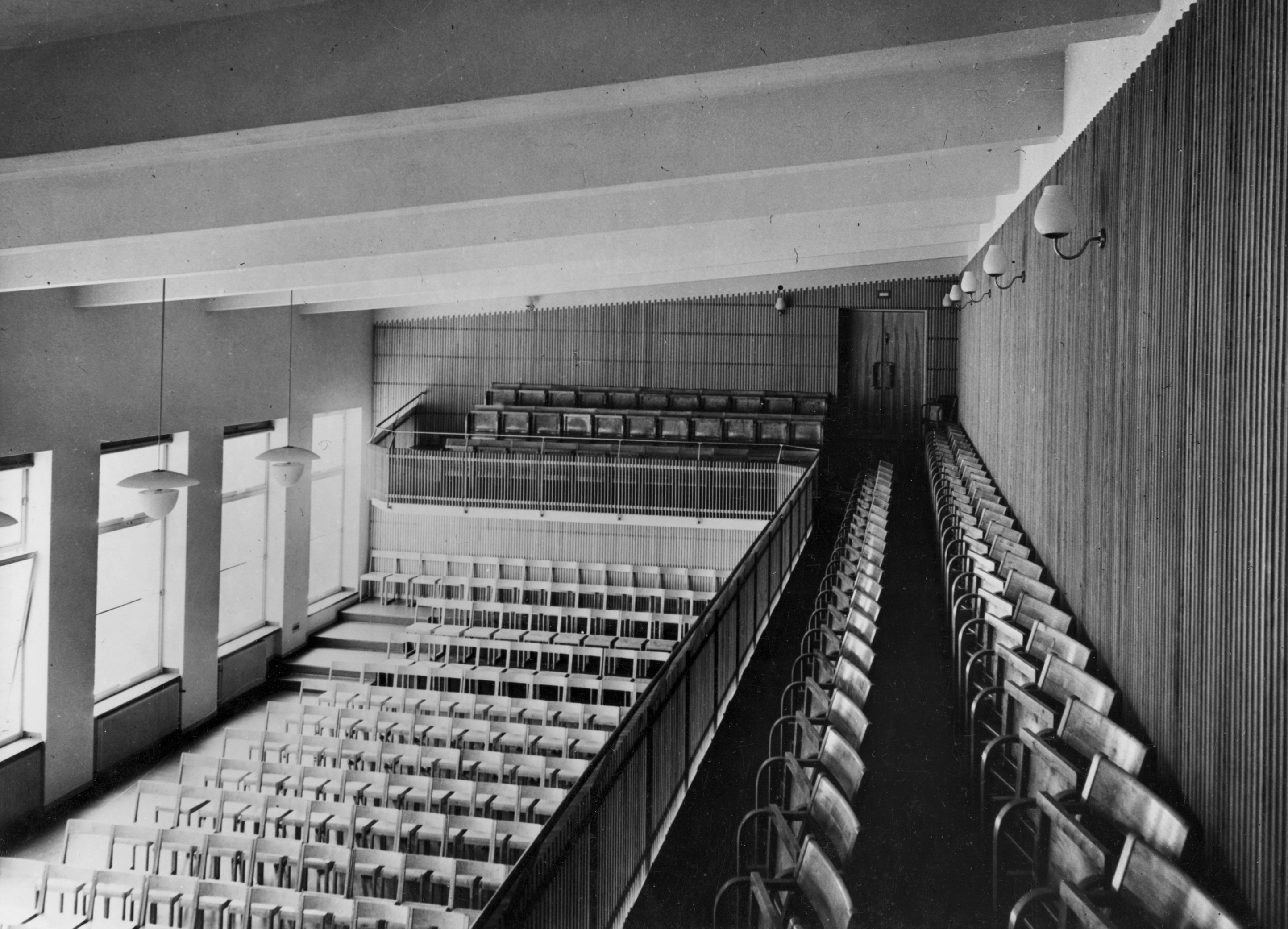
Aulan med balkongen.

### Centralhallen
Med Skanskvarnsskolan introducerade Hedqvist centralhallen i svensk skolarkitektur. Själva centralhallen har planmåtten 14,5 x 14,5 meter och får indirekt dagsljus genom högt sittande fönster runtom. Kring tre väggar löper balkonger varifrån man når lärarrum, matsal, handarbetssalar, naturvetenskapssalar och liknande. Den fjärde väggen smyckas av fresken Lek och allvar skapad 1949 av konstnären Nils Nilsson tillsammans med stuckatörerna Toni Piovesana och Nino Defenio. Övriga väggar är klädda med gul tegelsten. Från entrén leder en något snedställd huvudtrappa upp till första balkongen och aulans entré. I hörnen där klassrumslängorna är kopplade till hallen finns var sitt trapphus. Centralhallen nyttjas av skolan vid högtider och till en början även som gymnastiksal, innan en egen gymnastikbyggnad tillkom kring 1970 (även den ritat av Hedqvist). Från den tiden finns fortfarande några ribbstolar bevarade i centralhallen.

### Aulan
Aulan uppvisar en enkel rektangulär planform. Taket har synliga betongbalkar och lutar mot fönstersidan. Längs hela den inre långsidan sträcker sig en balkong med två rader sittplatser. Väggarna bakom balkongen och kring scenöppningen är klädda med träribbor som skall förbättra akustiken och ger balans åt rummets arkitektoniska uppbyggnad. Aulans takarmatur är specialritad av Hedqvist.

### Bygget
Skolbygget föll under en tid med hög produktionstakt för nya skolor i Stockholm som medförde brist på visst byggnadsmaterial, speciellt fönsterglas. Den 25 juli 1945 skrev Stockholms-Tidningen bland annat:  ”Som svampar ur jorden skjuter de nya skolbyggnaderna upp i Stockholm” och ”ovanför Hammarbyleden skjuter den mäktiga tegelfasaden upp ur Årstaskogen på Skanskvarns folkskola. Meningen är att skolan skall vara färdig till inflyttningen den 22 augusti då höstterminen börjar. Frågan är bara, om vi kan få fram fönsterglas, värmepannor och element till den tiden, säger intendent [på folkskoledirektionen] Ellner…”. Tydligen fick byggmästaren Forss & Son fram allt man behövde eftersom skolan öppnade punktligt till höstterminen 1945.

### Gymnastikbyggnad
När skolan invigdes 1945 fanns ingen riktig gymnastiksal. Gymnastikundervisningen inomhus bedrevs i centralhallen där omklädning bland annat gjordes i syslöjdsalen. 1968 började  den då 73-årige Hedqvist med projekteringen för en separat gymnastikbyggnad som placerades öster om skolgården mot Tydingevägen.  Beställare och byggherre var Stockholms skoldirektion.
I byggnaden finns en stor, delbar gymnastiksal med flera omklädningsrum och redskapsrum samt en badavdelning i norra änden. Dagsljus släpps in genom högt sittande fönster över båda långväggar. Byggnaden är förbunden med norra klassrumslängan genom ett regnskyddande skärmtak som även löper längs med hela gymnastikbyggnadens västra och södra fasad. Regnskyddet bärs upp av runda stålpelare. Takstolarna är av limträ med spontpanel däremellan. Fasaderna är av rött murtegel. Byggnaden stod klar 1973.

## Första skolpolis
Skanskvarnsskolans elever var de första i Sverige som på prov införde systemet med skolpoliser (senare benämnd skolpatrull). De bar gula armbindlar och hjälpte skolans elever över gatan vid två närbelägna övergångsställen. Enligt Stockholmspolisen har det inte hänt en enda olycka vid övergångsställen med skolpoliser sedan 1953 då systemet infördes.

Exteriörbilder
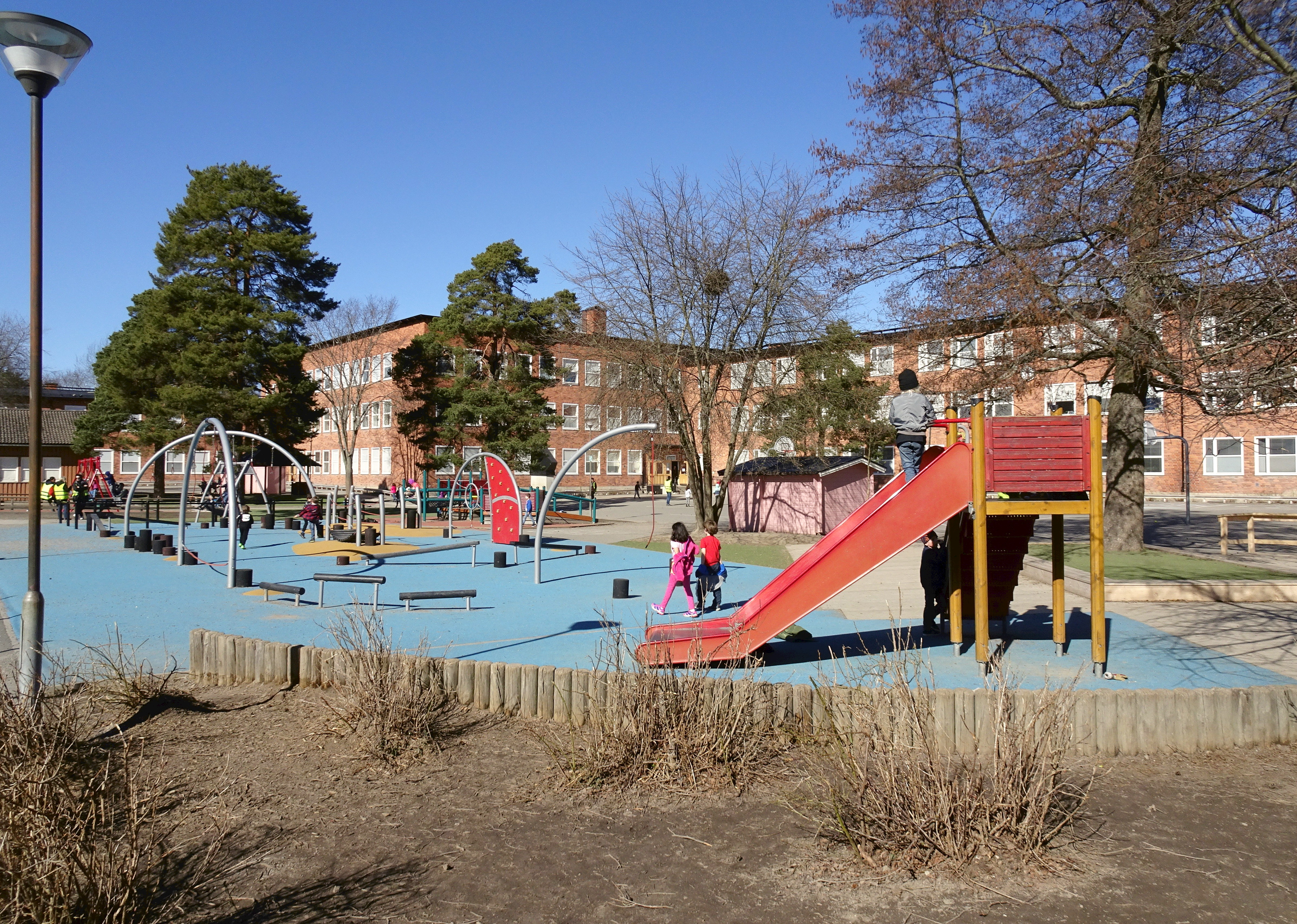
Lekplatsen framför skolan
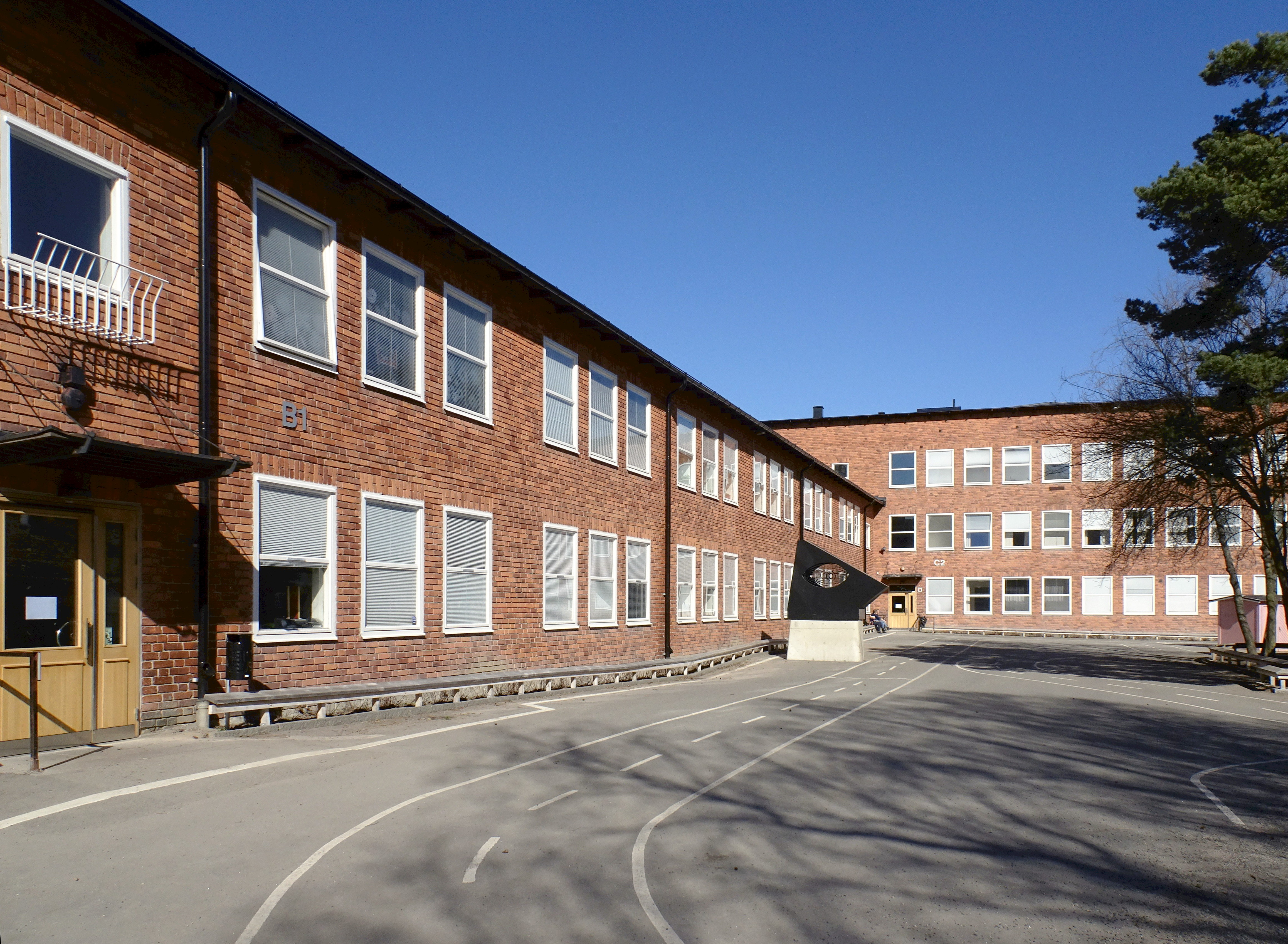
Västra klassrumslängan och centralhallen.
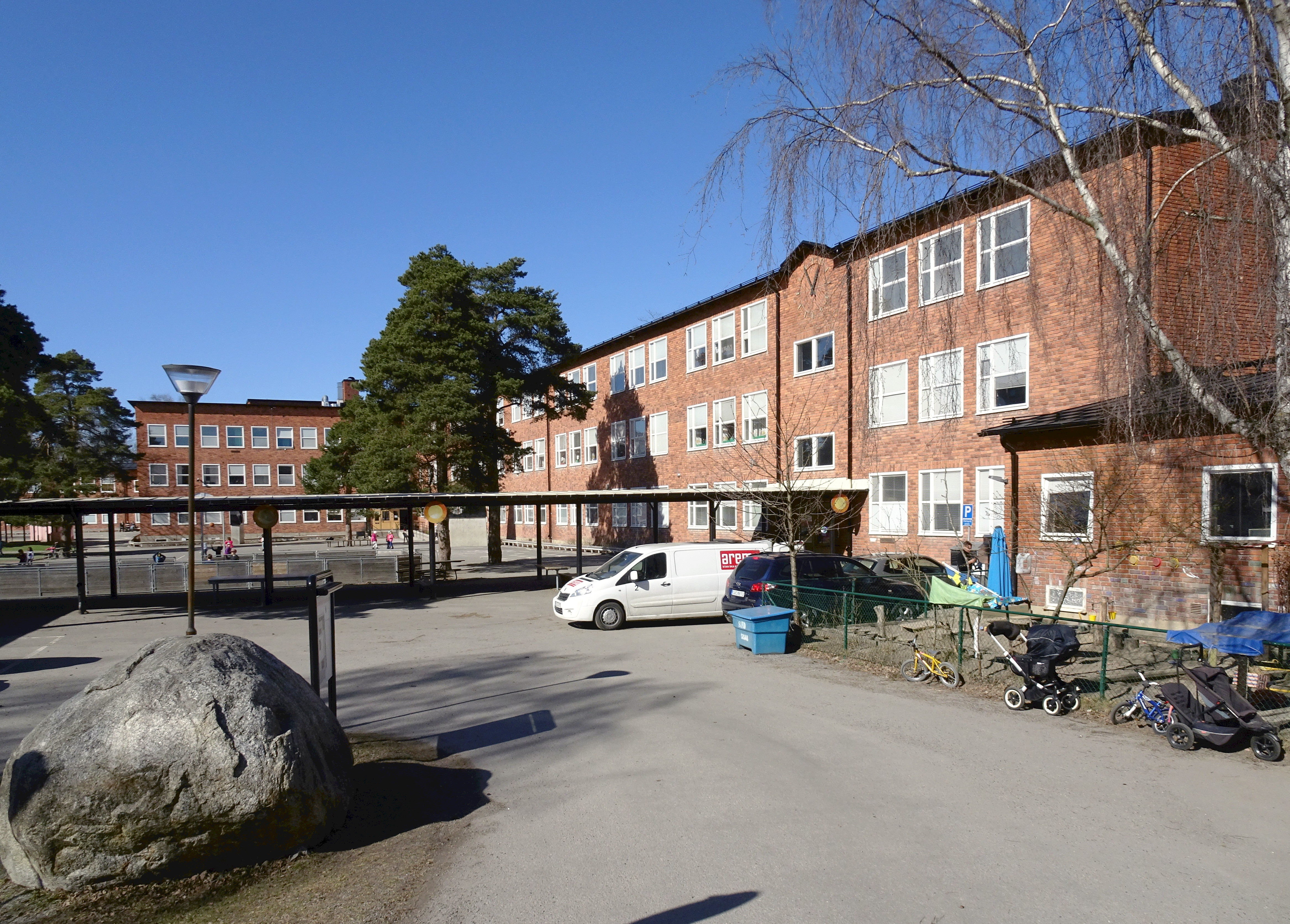
Skolan och skolgården från öster.
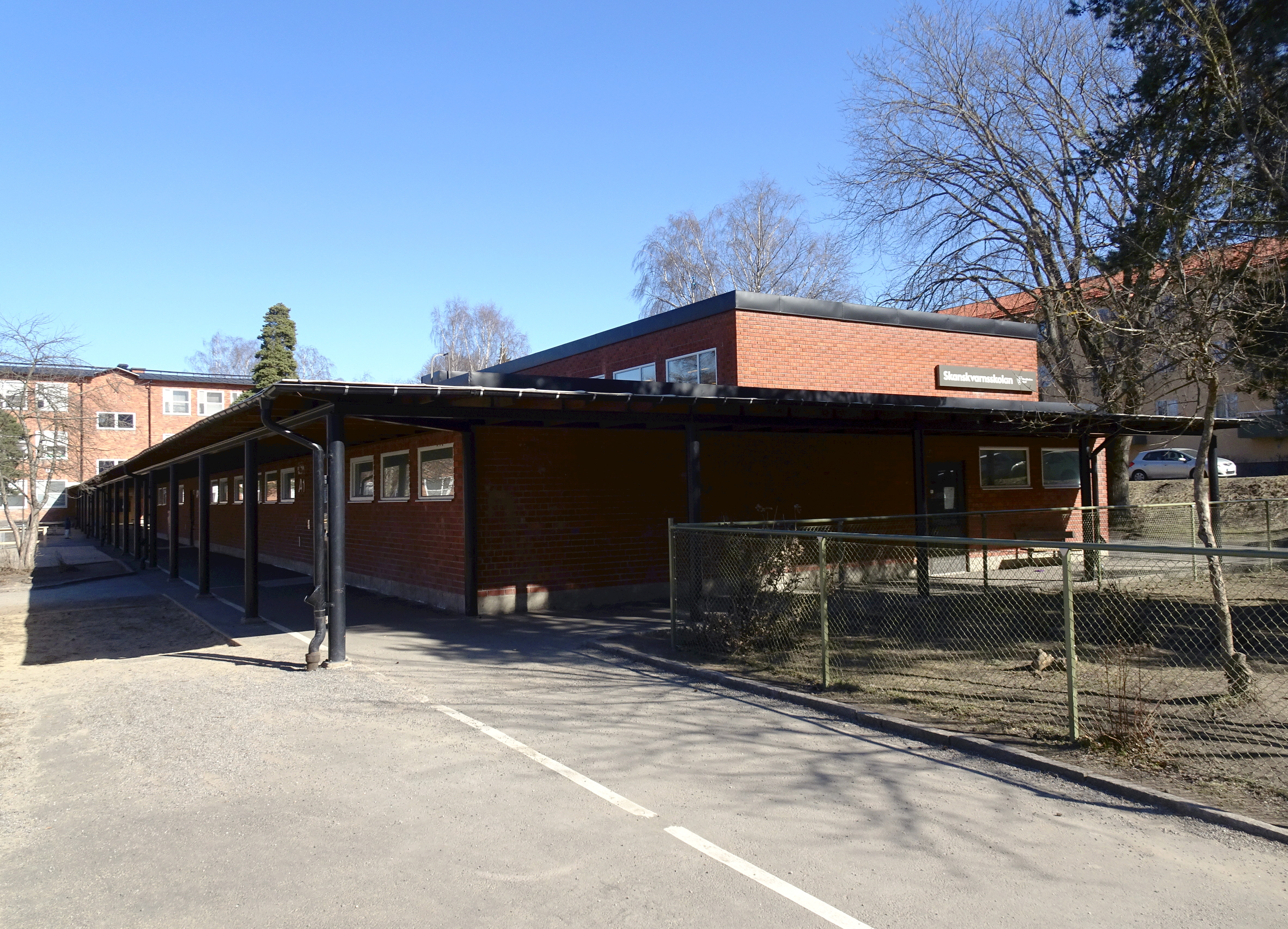
Gymnastikbyggnaden tillkom 1973.

Interiörbilder
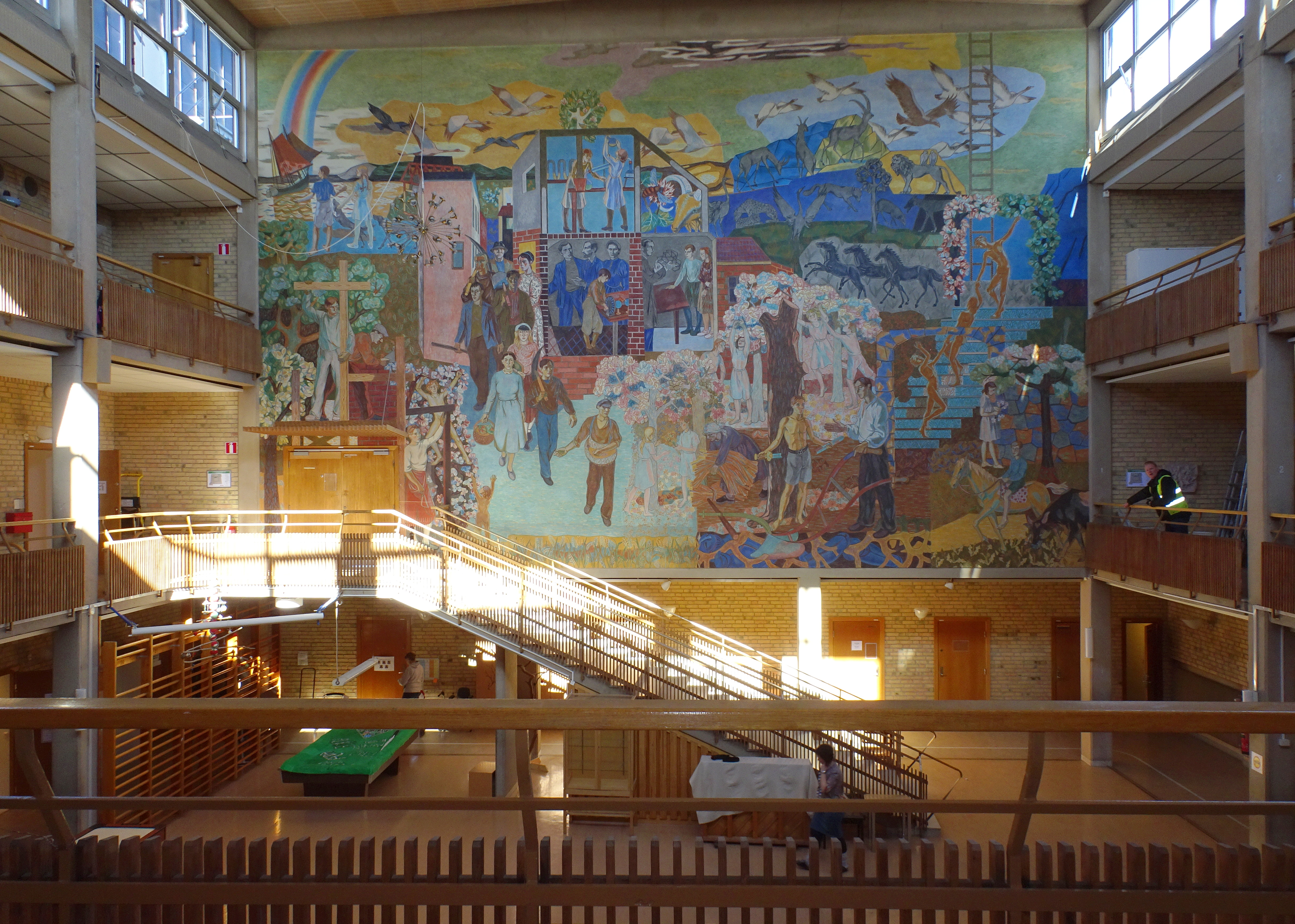
Centralhallen med Nils Nilssons fresk.
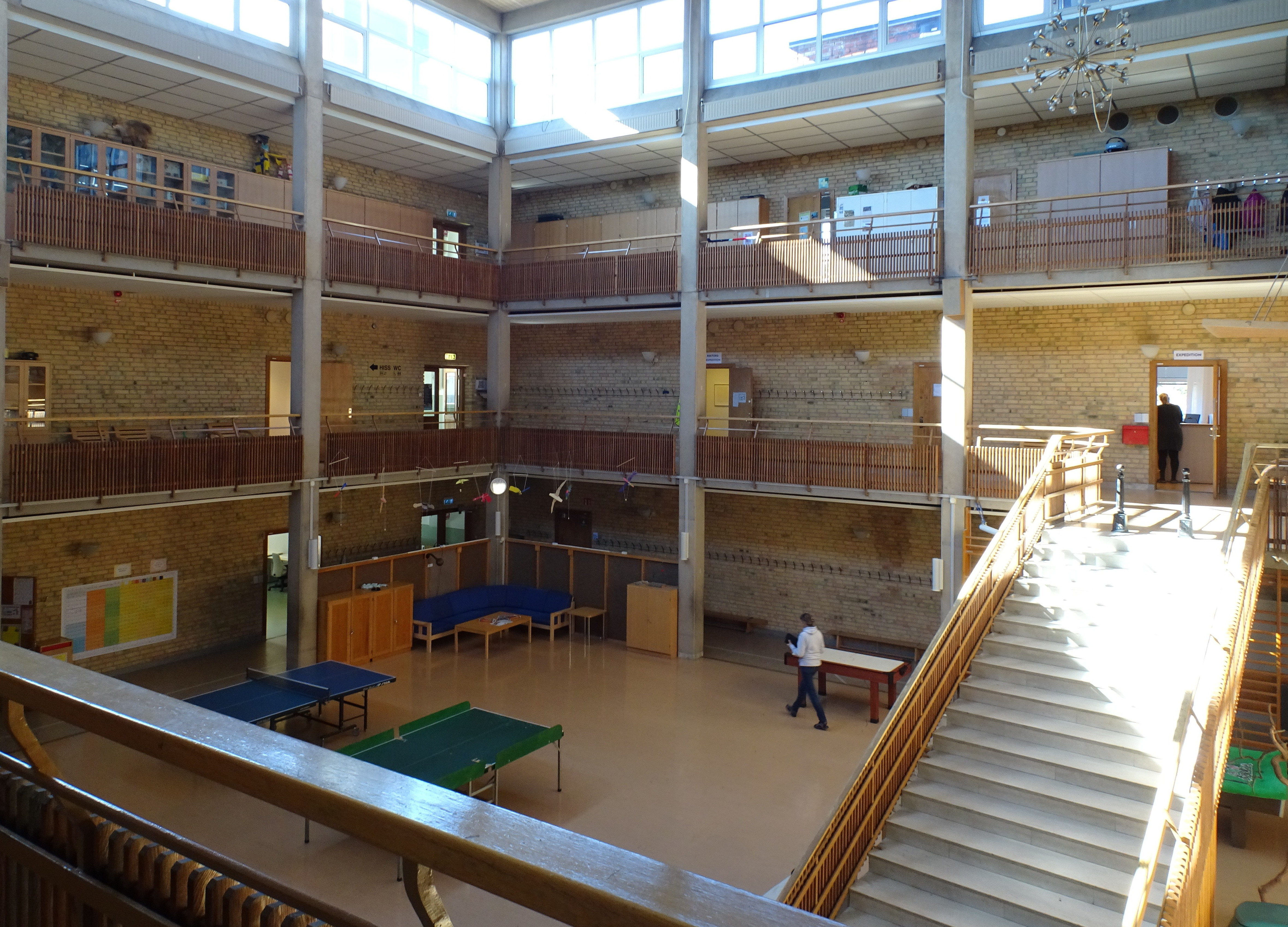
Centralhallen mot sydväst.
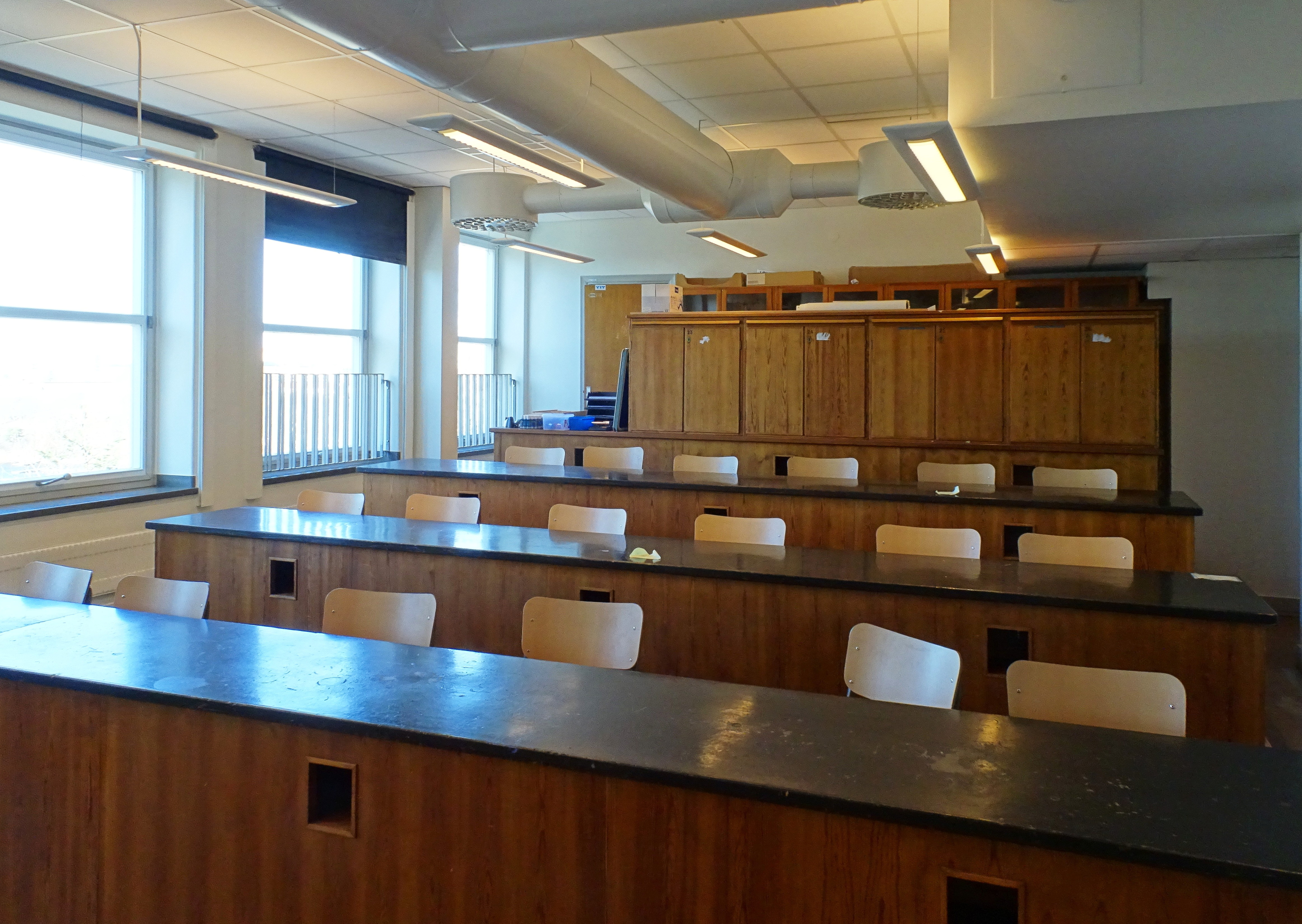
Kemisalen.
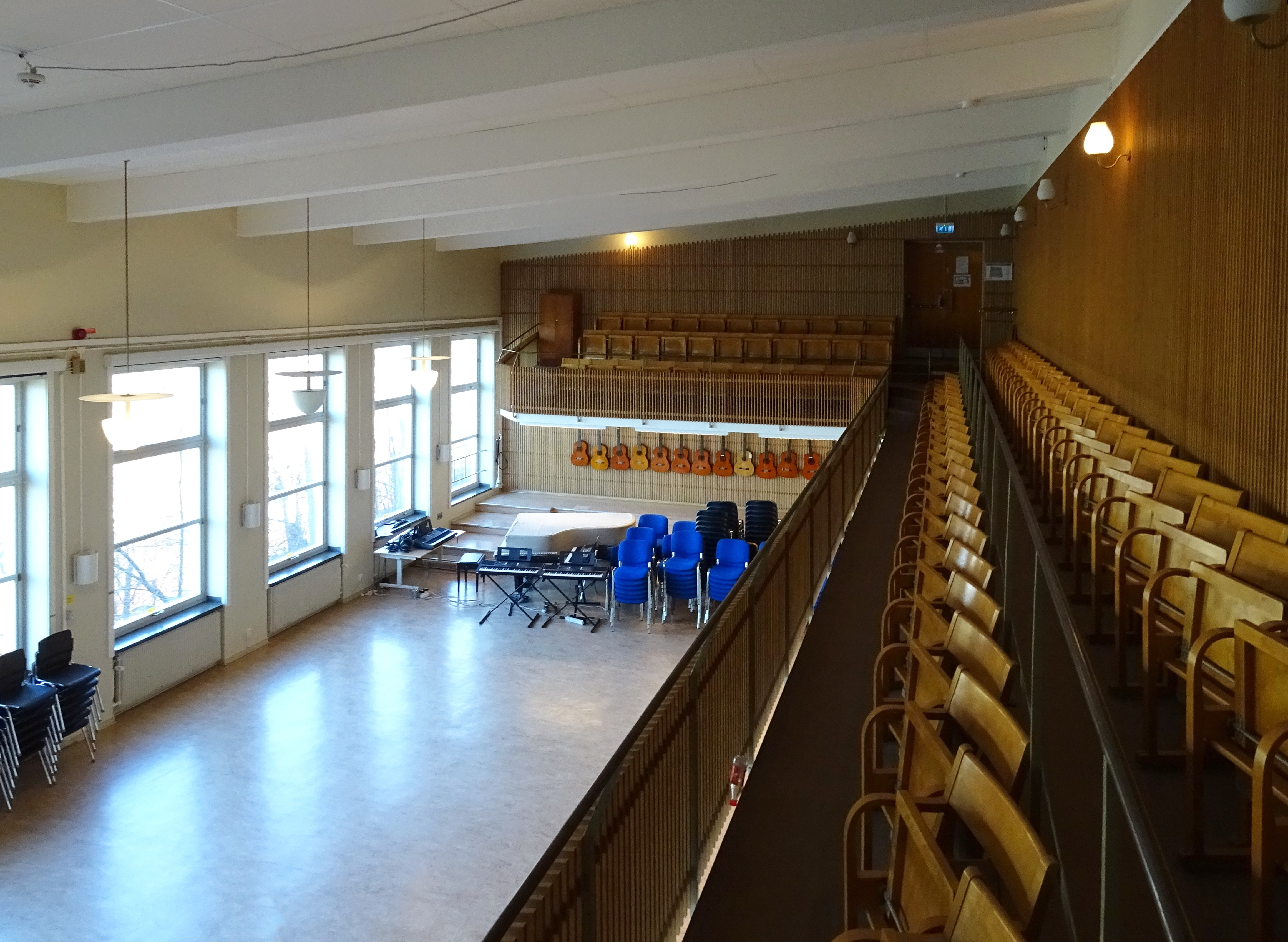
Aulan med balkongen.